# گوزن زرد ایرانی
گوزن زرد ایرانی (نام علمی:  Dama dama mesopotamica) زیرگونه‌ای از گوزن زرد است که در آستانه انقراض قرار داشت ولی با تمهیدات انجام شده از خطر انقراض در ایران نجات یافت. گوزن زرد در منطقه جزیره اشک احیا و سپس با افزایش جمعیت تعدادی از آنها به زیستگاه تاریخی خود در حوزه زاگرس منتقل شدند. طبق آخرین سرشماری ها در خرداد ۱۴۰۳ سازمان محیط زیست تعداد گوزن زرد ایرانی را ۳۵۰ راس اعلام کرد که حال عبور از خطر انقراض است.
بیشترین گوزن‌های زرد ایرانی در محوطه‌های محصور نسبتاً وسیعی در دشت ناز ساری، پناهگاه حیات وحش سمسکنده در ساری، جزایر اشک و کبودان دریاچه ارومیه، میان‌کتل دشت ارژن و منطقه حفاظت‌شده پریشان (دشت برم کازرون) در استان فارس نگهداری می‌کنند اما تمام این مناطق کاملاً محصور یا جزیره هستند. در برخی از باغ‌وحش‌های و مراکز تحقیقات زیستی ایران و کشورهای دیگر دنیا نیز نمونه‌هایی از این حیوان و گوزن‌های دورگه ایرانی و اروپایی وجود دارد.

پس از آنکه وجود گوزن زرد ایرانی در مناطق دز و کرخه خوزستان مسلم شد کانون وقت شکار صید در سال ۱۳۴۲ امکان زنده‌گیری و انتقال تعدادی از گوزن‌های زرد ایرانی را به مناطق جدید مورد توجه جدی قرار داد. به دنبال آن گروه مجهزی از کانون صید و شکار با همکاری باغ وحش تهران به منطقه کرخه اعزام شدند این گروه با نصب تور زنده‌گیری حیوانات به ارتفاع ۳ متر و طول ۱۰۰۰ متر الی ۱۵۰۰ متر و با استفاده از نیروی انسانی ۴۰۰ کارگر پس از ۶ هفته تلاش موفق شدند تا چهار راس گوزن زرد (۲ ماده و ۲ نر) را در جنگل اکیپه روبروی جزیره حلوه واقع در ۱۱۸ کیلومتری اهواز و ۱۵ کیلومتری شوش زنده‌گیری نمایند. در اسفند ماه همان سال نیز همین گروه در مدت ۲۴ روز ۲ راس گوزن زرد دیگر (۱ نر و ۱ ماده) را زنده‌گیری نمودند که به باغ‌وحش تهران منتقل شدند و سپس از آنجا به منطقه ای ۵۵ هکتاری در مازندران منتقل شدند.
این حیوان در اصل بومی سواحل شرق مدیترانه تا نواحی غرب ایران بود و تا سال ۱۸۷۵ میلادی نسل آن در تمامی این مناطق به جز بخش‌های جنوب غربی ایران منقرض شد. در دهه ۱۹۴۰ تصور می‌شد این حیوان به کلی منقرض شده باشد اما در سال ۱۹۵۶ مشخص شد تعداد کمی در حدود ۲۵ رأس از آنها در جنگل کوچکی در اطراف رودخانه‌های دز و کرخه باقی‌مانده‌اند. پس از آن دولت ایران سعی کرد تا با زنده‌گیری، تکثیر در اسارت و رهاسازی دوباره این گوزن‌های زرد ایرانی نسل آن‌ها را حفظ کند.
در شهریور سال ۱۳۹۶ ویدئویی در شبکه مجازی منتشر شد که نشان می‌داد یک گوزن زرد بالغ نر که در یک کانال آبرسانی کشاورزی گرفتار شده در محاصره گروهی از انسان‌ها به شکل نامناسبی مورد آزار و اذیت قرار می‌گیرد. بعد از چند روز مشخص شد که این گوزن یکی از ۳ گوزنی هست که طبق یک برنامه در زمستان ۹۵ توسط اداره کل حفاظت محیط زیست خوزستان در جنگل ملی دز رهاسازی شدند که برای تغذیه به زمین‌های کشاورزی در نزدیکی یکی از شرکت‌های کشاورزی شوشتر نزدیک شده بود. افراد خاطی شناسایی و برخورد قضایی صورت گرفت. هیچگاه به صورت رسمی اعلام نشد که گوزن زرد مذکور آیا آسیب دیده یا نه.

## ویژگی‌ها
گوزن زرد ایرانی بزرگ‌تر از شوکا و کوچک‌تر از مرال (دو گوزن دیگر بومی ایران) است و خال‌های سفید روی پشت و پهلوهایش آن را کاملاً از این دو گونه گوزن متمایز می‌کند. نرها شاخ‌های بلند و نسبتاً پهنی دارند. رشد شاخ‌ها از یک سالگی به بعد شروع می‌شود، ولی شاخک‌ها از دو سالگی ظاهر می‌گردد. در اواخر فصل زمستان شاخ‌ها می‌افتند و شاخ‌های جدید بلافاصله شروع به رشد می‌کنند و در تابستان تکمیل می‌شوند. موها در فصل تابستان کوتاه است. رنگ پشت و پهلوها در این فصل زرد متمایل به قرمز و زیر بدن و کفل‌ها و دم سفید است. در قسمت پشت و پهلوها خال‌های سفید مشخصی دارد. در زمستان موها بلندتر و به رنگ خاکستری با خال‌های نامشخص است.
گوزن زرد ایرانی کمی بزرگ‌تر از گوزن زرد اروپایی است و دارای طول سر و تنه میان ۱۵۰ تا ۲۰۰ سانتی‌متر، دم ۱۶ تا ۲۰ سانتی‌متر و ارتفاع ۸۵ تا ۱۱۰ سانتی‌متر است. این پستاندار وزنی برابر با  ۱۶۰ تا ۲۰۰ کیلوگرم دارد.

## زیستگاه
در گذشته پراکندگی وسیعی از شمال آفریقا تا عراق، ترکیه، و ایران داشت. 
- جزیره اشک در پارک ملی دریاچه ارومیه
- پارک ملی دز در استان خوزستان
- پناهگاه حیات وحش دشت ناز در استان مازندران
- پناهگاه حیات وحش سمسکنده استان مازندران
- منطقه حفاظت شده باغ شادی شهرستان خاتم استان یزد
- سایت تکثیر میان کتل کازرون و سایت ارسنجان در استان فارس[۶]

سایت تکثیر مانشت و قلارنگ ایلام 
در ایران این گوزن در مناطق جنگلی زاگرس و جنگل‌های گرمسیری خوزستان نیز زندگی می‌کرد، ولی پس از قرار گرفتن این پستاندار در وضعیت بقای هشدار، تعدادی از این گوزن‌ها به دیگر مناطق ایران و جهان منتقل شدند تا جمعیت‌های دیگری از آن پدید آیند. 
در رهاسازی گسترده آب سد دز در سال ۱۳۹۵ سایت تکثیر گوزن پارک ملی دز در میانرود دزفول تخریب شد و به صورت ناخواسته گوزن‌ها در بیشه زارهای اطراف رودخانه رها شدند. همچنین فروردین ماه ۱۳۹۸ دوباره در رهاسازی‌های گسترده آب از سدهای کرخه و دز که ناشی از بارندگی‌های سیل آسا در بالادست این سدها بود جنگل‌های دز و کرخه به‌طور کامل به زیر آب رفتند و سایت‌های تکثیر سازمان حفاظت محیط زیست در دو منطقه یادشده نیز تخریب شدند و گوزن‌های محصور در قرنطینه به صورت ناخواسته در جنگل آزاد شدند. پس از فروکش کردن آب دوربین‌های تله ای نصب شده در جنگل دز تصاویری را ثبت کرد که نشان می‌داد دو گوزن زنده و مشغول گشت و گذار آزادانه در جنگل هستند. همچنین محیط بانان پارک ملی کرخه بعد از فروکش کردن آب در نزدیکی پاسگاه محیط بانی حلوه یک راس گوزن زرد ماده را در مشاهده کردند.
در زمستان سال ۱۳۹۸ نوزده رأس گوزن از سایت تکثیر ایلام به خوزستان منتقل شد و به صورت مستقیم در جنگل‌های دز رهاسازی شد. در گذشته تصور می‌شود این گوزن‌ها دورگه ایرانی و اروپایی باشند اما آزمایش‌های ژنتیکی نشان داده که تفاوت ژنتیکی بین آنها بسیار کم است و ویژگی‌های مختص گوزن زرد اروپایی در هیچ‌یک دیده نشده است و این نشان می‌دهد که این گوزن‌ها از نژاد خالص هستند.

### حفاظت
اتحادیه بین‌المللی حفاظت از طبیعت گوزن زرد ایرانی را برای مدت‌ها در وضعیت «در معرض خطر» (۱۹۹۶)، «آسیب‌پذیر» (۲۰۰۶)، و «در معرض خطر» (۲۰۱۰) طبقه‌بندی کرده است. چنین طبقه‌بندی به دلیل نگرانی از تعداد کم این جانوران و مشخص نبودن اینکه آیا نمونه‌های معرفی شده در مکان زندگی کنونیشان «وحشی» به‌شمار می‌روند یا نه بوده است.
در سال ۲۰۱۳ میلادی (۱۳۹۲ خورشیدی)، شیوع نوعی مگس به نام «میاز» در نواحی رود کرخه باعث مرگ تعداد زیادی از این گوزن‌ها شد، به گونه‌ای که بعضی کارشناسان خبر از احتمال انقراض نسل آن دادند. بر پایه بررسی‌ها تا تیر ۱۳۹۲ نزدیک به ۴۵ راس گوزن به دلیل تخم‌گذاری این مگس بر روی بدنشان مرده‌اند و تنها ۲۵ راس دیگر مشاهده شده‌اند. مسوولان محیط زیست استان خوزستان تلاش کردند تا با زنده‌گیری و مداوای گوزن‌های بیمار از مرگشان جلوگیری کنند، با این حال بعدها مشخص شد که همهٔ گوزن‌های این منطقه به دلیل حمله کنه‌ها و مگس‌های میاز کشته شده‌اند.

## رفتارشناسی
گوزن زرد ایرانی عموماً شبگرد است و صبح زود و اوایل غروب فعالیت بیشتری دارد. به صورت اجتماعی زندگی می‌کند. معمولاً ماده‌ها، بچه‌ها و نرهای نابالغ در گروه‌هایی جدا از دستهٔ نرهای مسن مشاهده می‌شوند. حس بینایی گوزن زرد قوی‌تر از مرال است و به خوبی شنا می‌کند. گوزن زرد در محیط‌های طبیعی بسیار محتاط است و به مجرد احساس خطر با خیزهای بلند فرار می‌کند. گاهی نیز در میان بوته‌ها و درختان مخفی می‌شود. در تابستان به واسطهٔ پوشش خال‌خالی، توانایی استتار خوبی دارد. در زمستان پوشش او تیره‌تر می‌شود. هر دو نوع گوزن زرد به راحتی به انسان خو می‌گیرند و در باغ وحش‌ها به حالت نیمه‌اهلی در می‌آیند.

### جفت‌گیری
گوزن‌های زرد ایرانی اغلب در اوایل پاییز جفت‌گیری می‌کنند که در این فصل گوزن نر از ظاهر بسیار زیبا و با ابهتی برخوردار می‌شود. در این فصل گردن نرها متورم و موهای اطراف آلت تناسلی از هم باز می‌شوند و بین نرها جدال‌هایی درمی‌گیرد. نرها با صدایی که شبیه خرناسهٔ انسان است قلمرو خود را مشخص می‌کنند. در زیستگاه‌های کوچک مانند دشت ناز ساری نرها حرمسرای مشخصی ندارند و معمولاً چند نر در مکان مناسبی جمع می‌شوند و هر کدام با ماده‌ای که در دسترس باشد جفت‌گیری می‌کنند ولی در مکان‌های وسیع‌تر مانند جزیره اشک نرهای غالب معمولاً حرمسراهایی متشکل از دو تا سه ماده تشکیل می‌دهند. مدت آبستنی حدود هشت ماه است. یک و به ندرت دو بچه می‌زاید. وزن بچه‌ها در موقع تولد حدود چهار تا پنج کیلوگرم است. بچه‌ها پس از تولد قادر به راه رفتن و دویدن هستند، ولی مادر در چند روز اول آن‌ها را در بین علف‌های بلند مخفی می‌کند. بچه‌ها به علت هم‌رنگی با محیط، نداشتن بو و بی تحرکی، از دید حیوانات طعمه‌گیر مخفی می‌مانند. در یک و نیم سالگی بالغ می‌شوند. طول عمر آن‌ها حدود ۱۶ سال است.
در این فصل بین نرها جدال‌هایی درمی‌گیرد گوزن‌های نر قوی‌تر با جذب چندین ماده قلمرو معینی برای خود ایجاد کرده و اجازهٔ ورود را به گوزن‌های نر دیگر نمی‌دهد. اغلب در فصل جفت‌گیری بین گوزن‌های نر بر سر جفت‌گیری درگیری‌های شدیدی رخ می‌دهد و گوزن بازنده بایستی قلمرو را به نفع برنده ترک کند و به دنبال قلمرو جدیدی باشد. در فصل جفت‌گیری، رفته رفته گوزن نر لاغرتر و نحیف‌تر می‌شود.

### تغذیه
تغذیه گوزن‌ها بیشتر از علف‌ها و شاخ و برگ گیاهان می‌باشد، گاهی اوقات نیز از سرشاخه‌های درختان یا از پوست ساقه آن‌ها استفاده می‌کنند. گوزن‌های زرد ایرانی اغلب اوایل صبح قبل از طلوع آفتاب یا عصر به چرا می‌پردازند و بقیهٔ روز را به نشخوار کردن یا استراحت می‌گذرانند. چنانچه در نزدیکی محل زندگی گوزن‌ها گندمزار یا مزرعه‌ای باشد، گاهی به‌طور شبانه به این مزارع دستبرد می‌زنند.